# Josep-Enric Rebés i Solé
Josep-Enric Rebés i Solé (Barcelona, 1940) és un advocat i jurista català. El 2016 va rebre la Creu de Sant Jordi en reconeixement d'una trajectòria que ha contribuït d'una manera valuosa a consolidar les institucions catalanes. de la Comissió Jurídica Assessora de la Generalitat de Catalunya des del 27 de maig de 1979 fins al 18 de febrer de 2016, ha presidit aquest organisme des de l'1995 fins al 2005. També ha estat director de l'Escola d'Administració Pública de Catalunya. Autor de nombrosos treballs, ha contribuït a impulsar publicacions com per exemple la Revista catalana de dret públic, la Revista de Llengua i Dret i la col·lecció "Textos Jurídics Catalans".